# Pinningen
Pinningen (Neualtheim jusqu'en 2007) est un quartier de la commune allemande de Blieskastel dans l'arrondissement de Sarre-Palatinat en Sarre.
Jusqu'au 1er janvier 1974, c'était une commune indépendante de l'arrondissement de Hombourg.

## Géographie

### Localisation
Pinningen se trouve dans la région du Bliesgau, au sud-est du Land de Sarre et du Palatinat sarrois.

## Lieux et monuments

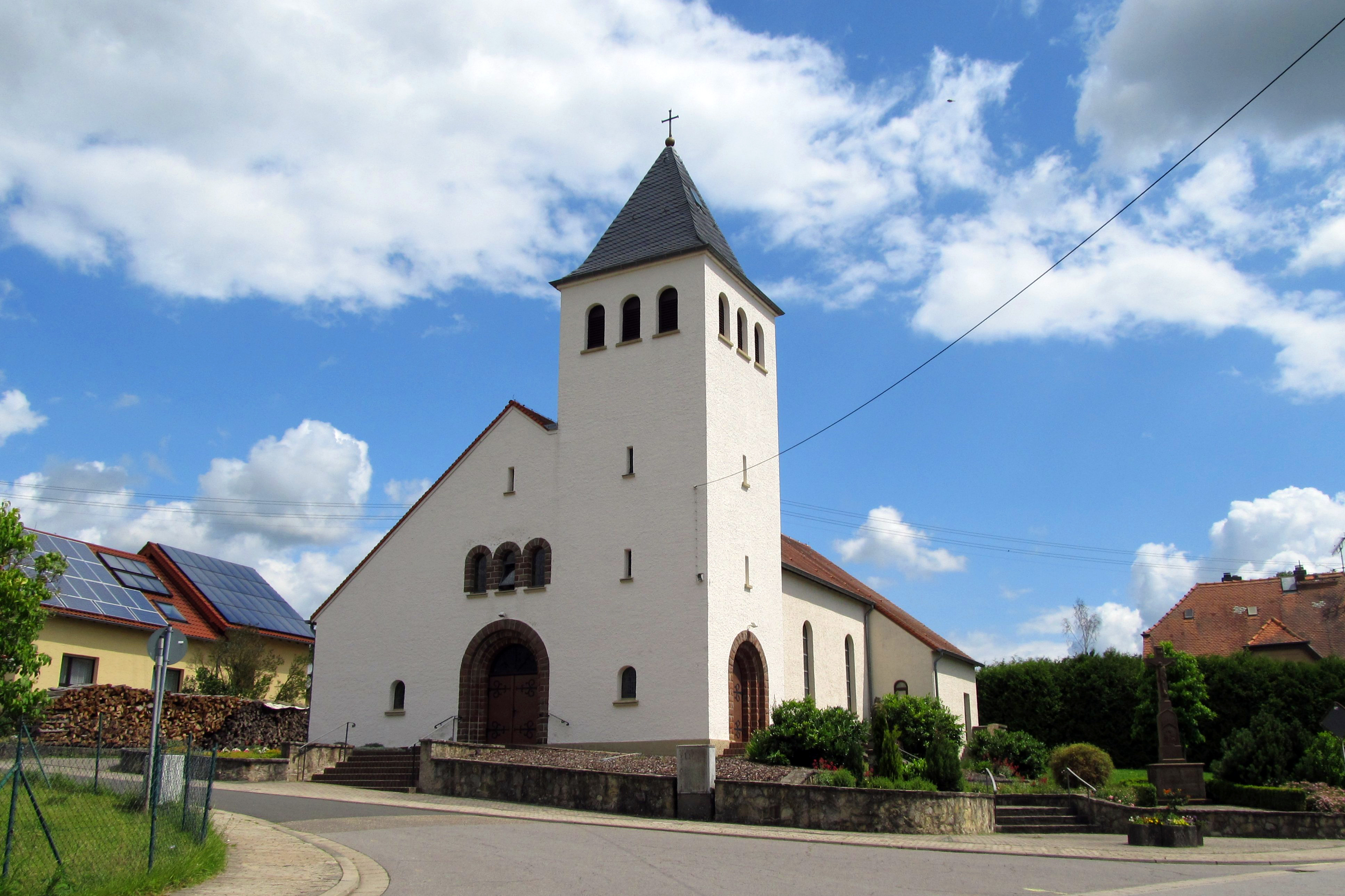